# Tuomiokirkonpuisto (Turku)
Pour les articles homonymes, voir Tuomiokirkonpuisto.
Le parc de la cathédrale (finnois : Tuomiokirkonpuisto) est un parc de Turku en Finlande,,.

## Présentation
Le parc de  7 100 m2 est situé entre la cathédrale de Turku et le fleuve Aura. 
La plantation de parcs dans la zone de l'ancienne grande place du marché a commencé en 1833, lorsque la ville a pris la décision de planter des châtaigniers, des tilleuls et des érables dans la zone qui avait été complètement détruite lors du Grand incendie de Turku, où trois parcs ont été créés. 
Le parc sur la rive d'Aurajoki le plus proche de la cathédrale a d'abord été appelé le parc nord - ou - nord-ouest de Nikolaintori.
Dans les premières décennies du XXe siècle, le par  a reçu son nom actuel de Parc de la Cathédrale. 
Le parc a été rénové entre 1885 et 1887 selon les plans du jardinier de la ville Oscar Rudolf Gauffin.
Une petite place semi-circulaire s'ouvre en direction de la cathédrale et des anciennes lignes droites de sentiers ont été transformées en lignes fortement courbées.
Le plan de Gauffin comprenait aussi une petite place au milieu du parc.
En 1908,  le parc a été rénové par le jardinier municipal Harald Cyrus Söderberg, le réseau de sentiers a été à nouveau rénové et une aire de jeux a été construite. 
En 1999, le parc a été rénové selon les plans de Söderberg, lorsqu'une place a été ouverte sur le site de l'ancienne aire de jeux.
Dans le parc sont érigées la sculpture Ylös pyhään pyörryttävään korkeuteen de Jussi Mäntynen et le mémorial à Adolf Ivar Arwidsson conçu par Harry Kivijärvi.

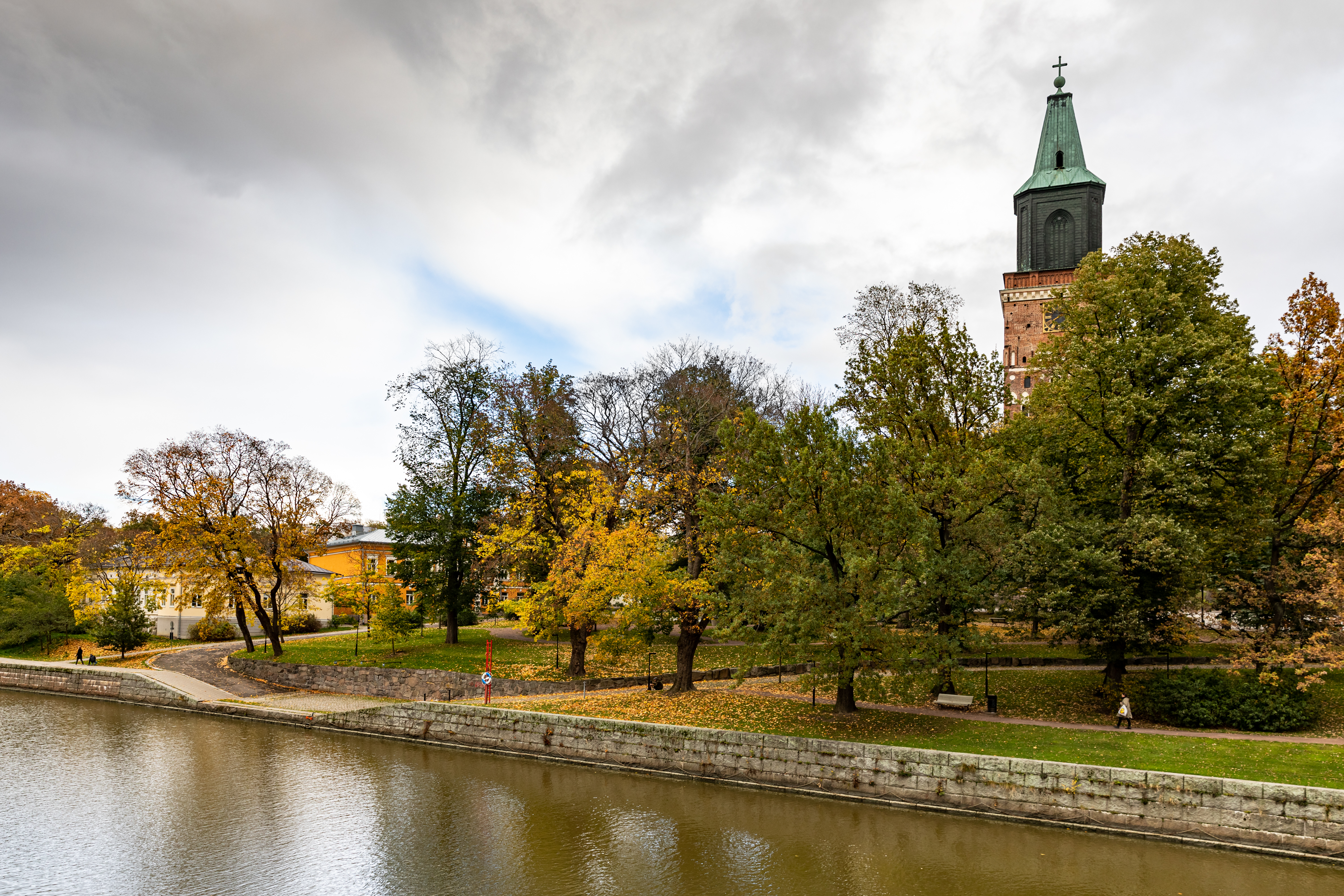
Le parc entre la cathédrale et l'Aurajoki.